# Československá hokejová liga 1988/1989
46. ročník 1988/89 se hrál pod názvem 1. celostátní liga.

## Herní systém
12 účastníků hrálo v jedné skupině nejprve dvoukolově systémem každý s každým. Poté následovala tzv. nadstavbová část, kdy se mužstva umístěná po 22. kole na sudých místech utkala s mužstvy umístěnými na lichých místech dvoukolově, odvety se hrály bezprostředně po prvním utkání, a to na hřištích soupeřů. Výsledky z předchozích 22 kol se započítávaly.
Po takto odehraných 34 kolech se hrálo systémem play-off, kdy se utkali soupeři umístění na 1. a 8. místě, na 2. a 7. místě, na 3. a 6. místě a na 4. a 5. místě. Vítězové čtvrtfinále postoupili do semifinále, vítězové semifinále postoupili do finále.
V tomto ročníku se systémem play-off hrálo i o další umístění. Nejprve se utkaly týmy vyřazené v 1. kole play-off, které se po 34. kole umístily nejlépe a nejhůře, a dvě mužstva "prostřední". Vítězové těchto duelů spolu hráli o 5. – 6. místo, poražení o 7. – 8. místo. Mužstva vyřazená v semifinále spolu hrála o 3. – 4. místo.
Byl změněn systém kvalifikace o I. ligu. Mužstva umístěná po 34. kole na 9. – 12. místě o účast v prolínací soutěži dvoukolově systémem každý s každým. Výsledky předchozích zápasů se do soutěže nezapočítávaly, ale mužstva před zahájením získávala bodové bonifikace podle umístění po 34. kole (mužstvo na 9. místě dostalo 3 body, mužstvo na 10. místě 2 body a mužstvo na 11. místě 1 bod). Dva nejlepší týmy této soutěže spolu hrály o 9. – 10. místo, poslední dva týmy hrály prolínací soutěž dvoukolově systémem každý s každým, jejímiž dalšími účastníky byly první dva týmy I. české národní hokejové ligy (DS Olomouc a Zetor Brno) a první dva týmy I. slovenské národní hokejové ligy (Plastika Nitra a Partizán Liptovský Mikuláš). Účast v příštím ročníku si zajistila nejlepší dvě mužstva prolínací soutěže.
Všechny série play-off (včetně sérií o umístění) byly hrány na 3 vítězné zápasy.

## Pořadí po 34 kolech
| Poř. | Tým                       | Zápasy | Výhry | Remízy | Porážky | Skóre   | Body |
| ---- | ------------------------- | ------ | ----- | ------ | ------- | ------- | ---- |
| 1    | Tesla Pardubice           | 34     | 23    | 6      | 5       | 158:95  | 52   |
| 2    | HK Dukla Trenčín          | 34     | 19    | 4      | 11      | 148:126 | 42   |
| 3    | HC Dukla Jihlava          | 34     | 17    | 5      | 12      | 118:103 | 39   |
| 4    | Škoda Plzeň               | 34     | 16    | 6      | 12      | 130:110 | 38   |
| 5    | VSŽ Košice                | 34     | 14    | 9      | 11      | 125:116 | 37   |
| 6    | Sparta ČKD Praha          | 34     | 14    | 6      | 14      | 116:123 | 34   |
| 7    | TJ Motor České Budějovice | 34     | 13    | 7      | 14      | 119:111 | 33   |
| 8    | CHZ Litvínov              | 34     | 13    | 6      | 15      | 151:148 | 32   |
| 9    | TJ Vítkovice              | 34     | 12    | 6      | 16      | 106:134 | 30   |
| 10   | TJ Gottwaldov             | 34     | 11    | 8      | 15      | 103:110 | 30   |
| 11   | Poldi SONP Kladno         | 34     | 11    | 7      | 16      | 129:163 | 29   |
| 12   | Slovan Bratislava CHZJD   | 34     | 3     | 6      | 25      | 95:159  | 12   |

## Skupina o účast v prolínací soutěži
| Poř. | Tým                     | Zápasy | Bonifikace | Skóre | Body |
| ---- | ----------------------- | ------ | ---------- | ----- | ---- |
| 9    | TJ Vítkovice            | 6      | 3          | 26:17 | 11   |
| 10   | TJ Gottwaldov           | 6      | 2          | 23:20 | 9    |
| 11   | Slovan Bratislava CHZJD | 6      | 0          | 13:15 | 6    |
| 12   | Poldi SONP Kladno       | 6      | 1          | 16:26 | 4    |

## Play-off

### Vyřazovací boje
|  | Čtvrtfinále               | Čtvrtfinále      |                  |   | Semifinále | Semifinále |  |  | Finále | Finále |
|  |                           |                  |                  |   |            |            |  |  |        |        |
|  |                           |                  |                  |   |            |            |  |  |        |        |
|  | Tesla Pardubice           | 3                |                  |   |            |            |  |  |        |        |
|  | Tesla Pardubice           | 3                |                  |   |            |            |  |  |        |        |
|  | CHZ Litvínov              | 0                |                  |   |            |            |  |  |        |        |
|  | CHZ Litvínov              | 0                | Tesla Pardubice  | 3 |            |            |  |  |        |        |
|  |                           |                  | Tesla Pardubice  | 3 |            |            |  |  |        |        |
|  |                           | Sparta ČKD Praha | 0                |   |            |            |  |  |        |        |
|  | Sparta ČKD Praha          | Sparta ČKD Praha | 0                | 3 |            |            |  |  |        |        |
|  | Sparta ČKD Praha          |                  |                  | 3 |            |            |  |  |        |        |
|  | HC Dukla Jihlava          | 1                |                  |   |            |            |  |  |        |        |
|  | HC Dukla Jihlava          | 1                | Tesla Pardubice  | 3 |            |            |  |  |        |        |
|  |                           |                  | Tesla Pardubice  | 3 |            |            |  |  |        |        |
|  |                           | HK Dukla Trenčín | 1                |   |            |            |  |  |        |        |
|  | HK Dukla Trenčín          | HK Dukla Trenčín | 1                | 3 |            |            |  |  |        |        |
|  | HK Dukla Trenčín          |                  |                  | 3 |            |            |  |  |        |        |
|  | TJ Motor České Budějovice | 1                |                  |   |            |            |  |  |        |        |
|  | TJ Motor České Budějovice | 1                | HK Dukla Trenčín | 3 |            |            |  |  |        |        |
|  |                           |                  | HK Dukla Trenčín | 3 |            |            |  |  |        |        |
|  |                           | VSŽ Košice       | 0                |   |            |            |  |  |        |        |
|  | VSŽ Košice                | VSŽ Košice       | 0                | 3 |            |            |  |  |        |        |
|  | VSŽ Košice                |                  |                  | 3 |            |            |  |  |        |        |
|  | Škoda Plzeň               | 0                |                  |   |            |            |  |  |        |        |
|  | Škoda Plzeň               | 0                |                  |   |            |            |  |  |        |        |

### Čtvrtfinále
- Tesla Pardubice – CHZ Litvínov 4:3 (4:1,0:1,0:1)
- Tesla Pardubice – CHZ Litvínov 9:5 (4:2,3:2,2:1)
- CHZ Litvínov – Tesla Pardubice 6:7 PP (1:3,3:2,2:1,0:1)
- Postupuje Tesla Pardubice 3:0 na zápasy

- HK Dukla Trenčín – TJ Motor České Budějovice 4:3 (2:1,2:2,0:0)
- HK Dukla Trenčín – TJ Motor České Budějovice 2:3 (0:3,2:0,0:0)
- TJ Motor České Budějovice – HK Dukla Trenčín 5:7 (2:2,1:0,2:5)
- TJ Motor České Budějovice – HK Dukla Trenčín 2:3 SN (1:0,1:1,0:1,0:0)
- Postupuje HK Dukla Trenčín 3:1 na zápasy

- HC Dukla Jihlava – Sparta ČKD Praha 2:3 PP (0:1,1:1,1:0,0:0,0:0,0:1)
- HC Dukla Jihlava – Sparta ČKD Praha 5:1 (2:0,1:1,2:0)
- Sparta ČKD Praha – HC Dukla Jihlava 4:1 (0:0,2:1,2:0)
- Sparta ČKD Praha – HC Dukla Jihlava 5:2 (1:1,1:1,3:0)
- Postupuje Sparta ČKD Praha 3:1 na zápasy

- Škoda Plzeň – VSŽ Košice 2:3 PP (0:2,2:0,0:0,0:1)
- Škoda Plzeň – VSŽ Košice 1:6 (1:3,0:3,0:0)
- VSŽ Košice – Škoda Plzeň 3:1 (1:0,1:1,1:0)
- Postupuje VSŽ Košice 3:0 na zápasy

### Semifinále
- Tesla Pardubice – Sparta ČKD Praha 4:2 (2:1,0:1,2:0)
- Tesla Pardubice – Sparta ČKD Praha 6:1 (0:1,2:0,4:0)
- Sparta ČKD Praha – Tesla Pardubice 3:7 (1:0,1:5,1:2)
- Postupuje Tesla Pardubice 3:0 na zápasy

- HK Dukla Trenčín – VSŽ Košice 8:0 (3:0,3:0,2:0)
- HK Dukla Trenčín – VSŽ Košice 5:3 (2:1,2:1,1:1)
- VSŽ Košice – HK Dukla Trenčín 5:7 (3:3,1:2,1:2)
- Postupuje HK Dukla Trenčín 3:0 na zápasy

### Finále
- Tesla Pardubice – HK Dukla Trenčín 4:3 PP (2:0,1:1,0:2,1:0)
- Tesla Pardubice – HK Dukla Trenčín 3:1 (0:1,3:0,0:0)
- HK Dukla Trenčín – Tesla Pardubice 4:2 (3:1,0:0,1:1)
- HK Dukla Trenčín – Tesla Pardubice 1:4 (0:1,0:2,1:1)
- Tesla Pardubice na zápasy 3:1 na zápasy

### O umístění
- O 5. – 8. místo HC Dukla Jihlava 3:0 na zápasy
- HC Dukla Jihlava – CHZ Litvínov 10:4 (7:1,1:2,2:1)
- HC Dukla Jihlava – CHZ Litvínov 8:2 (2:1,3:1,3:0)
- CHZ Litvínov – HC Dukla Jihlava 3:5 (1:1,1:2,1:2)

- TJ Motor České Budějovice 3:0 na zápasy
- Škoda Plzeň – TJ Motor České Budějovice 2:5 (1:3,1:1,0:1)
- Škoda Plzeň – TJ Motor České Budějovice 4:6 (2:3,0:1,2:2)
- TJ Motor České Budějovice – Škoda Plzeň 3:1 (1:0,0:0,2:1)

- O 9. – 10. místo TJ Gottwaldov 3:1 na zápasy
- TJ Vítkovice – TJ Gottwaldov 3:4 SN (1:1,2:2,0:0,0:0)
- TJ Vítkovice – TJ Gottwaldov 3:6 (1:2,1:4,1:0)
- TJ Gottwaldov – TJ Vítkovice 3:6 (0:5,1:0,2:1)
- TJ Gottwaldov – TJ Vítkovice 6:5 PP (1:0,4:2,0:3,1:0)

- O 7. – 8. místo Škoda Plzeň 3:1 na zápasy
- Škoda Plzeň – CHZ Litvínov 3:6 (1:1,2:2,0:3)
- Škoda Plzeň – CHZ Litvínov 6:4 (1:3,2:1,3:0)
- CHZ Litvínov – Škoda Plzeň 1:8 (0:3,1:3,0:2)
- CHZ Litvínov – Škoda Plzeň 2:7 (0:1,2:3,0:3)

- O 5. – 6. místo HC Dukla Jihlava 3:2 na zápasy
- HC Dukla Jihlava – TJ Motor České Budějovice 3:6 (1:3,1:1,1:2)
- HC Dukla Jihlava – TJ Motor České Budějovice 6:2 (1:1,2:0,3:1)
- TJ Motor České Budějovice – HC Dukla Jihlava 6:3 (0:0,3:1,3:2)
- TJ Motor České Budějovice – HC Dukla Jihlava 0:4 (0:1,0:1,0:2)
- HC Dukla Jihlava – TJ Motor České Budějovice 10:7 (1:1,4:1,5:5)

- O 3. – 4. místo VSŽ Košice 3:2 na zápasy
- VSŽ Košice – Sparta ČKD Praha 3:6 (0:2,1:2,2:2)
- VSŽ Košice – Sparta ČKD Praha 0:6 (0:3,0:2,0:1)
- Sparta ČKD Praha – VSŽ Košice 2:3 (1:0,1:1,0:2)
- Sparta ČKD Praha – VSŽ Košice 4:6 (1:3,1:1,2:2)
- VSŽ Košice – Sparta ČKD Praha 6:2 (3:1,1:0,2:1)

## Prolínací soutěž
| Poř. | Tým                        | Zápasy | Výhry | Remízy | Prohry | Skóre | Body |
| ---- | -------------------------- | ------ | ----- | ------ | ------ | ----- | ---- |
| 1.   | Zetor Brno                 | 10     | 6     | 1      | 3      | 42:27 | 13   |
| 2.   | Poldi Kladno               | 10     | 6     | 1      | 3      | 46:31 | 13   |
| 3.   | DS Olomouc                 | 10     | 5     | 2      | 3      | 39:31 | 12   |
| 4.   | Plastika Nitra             | 10     | 4     | 0      | 6      | 35:45 | 8    |
| 5.   | Slovan Bratislava CHZJD    | 10     | 3     | 1      | 6      | 32:44 | 7    |
| 6.   | Partizán Liptovský Mikuláš | 10     | 3     | 1      | 6      | 25:41 | 7    |

## Nejproduktivnější hráči základní části
| Poř. | Hráč             | Mužstvo                   | Utkání | Branky | Asistence | Body |
| ---- | ---------------- | ------------------------- | ------ | ------ | --------- | ---- |
| 1    | Vladimír Růžička | HK Dukla Trenčín          | 34     | 31     | 30        | 61   |
| 2    | Jiří Lála        | TJ Motor České Budějovice | 33     | 19     | 30        | 49   |
| 3    | František Černý  | Škoda Plzeň               | 34     | 20     | 23        | 43   |
| 4    | Jiří Šejba       | Tesla Pardubice           | 34     | 25     | 17        | 42   |
| 5    | Vladimír Jeřábek | CHZ Litvínov              | 34     | 20     | 21        | 41   |
| 6    | Otakar Janecký   | Tesla Pardubice           | 34     | 12     | 29        | 41   |
| 7    | Radek Ťoupal     | TJ Motor České Budějovice | 31     | 21     | 18        | 39   |
| 8    | Robert Reichel   | CHZ Litvínov              | 34     | 19     | 20        | 39   |
| 9    | Peter Bondra     | VSŽ Košice                | 32     | 27     | 10        | 37   |
| 10   | Robert Kron      | HK Dukla Trenčín          | 32     | 21     | 15        | 36   |

## Nejproduktivnější hráči play-off
| Poř. | Hráč             | Mužstvo                   | Utkání | Branky | Asistence | Body |
| ---- | ---------------- | ------------------------- | ------ | ------ | --------- | ---- |
| 1    | Vladimír Růžička | HK Dukla Trenčín          | 11     | 15     | 8         | 23   |
| 2    | Radek Ťoupal     | TJ Motor České Budějovice | 12     | 8      | 11        | 19   |
| 3    | Jiří Šejba       | Tesla Pardubice           | 10     | 13     | 4         | 17   |
| 4    | Oldřich Válek    | HC Dukla Jihlava          | 10     | 8      | 9         | 17   |
| 5    | Jiří Lála        | TJ Motor České Budějovice | 12     | 8      | 9         | 17   |
| 6    | Petr Kaňkovský   | HC Dukla Jihlava          | 12     | 7      | 8         | 15   |
| 7    | Oto Haščák       | HK Dukla Trenčín          | 10     | 2      | 12        | 14   |
| 8    | Milan Razým      | Škoda Plzeň               | 10     | 10     | 3         | 13   |
| 9    | Petr Rosol       | CHZ Litvínov              | 9      | 2      | 11        | 13   |
| 10   | Otakar Janecký   | Tesla Pardubice           | 10     | 1      | 12        | 13   |

## Zajímavosti
- Nejlepší střelec ročníku:  Vladimír Růžička – 46 gólů
- Vítěz kanadského bodování Vladimír Růžička / HK Dukla Trenčín – 84 bodů (46 branek + 38 asistencí)

## Rozhodčí

### Hlavní
- Jiří Adam
- Oldřich Brada
- Anton Danko
- Lubomír Gergely
- Stanislav Gottwald
- Jiří Havlůj
- Milan Jirka
- Jiří Lípa
- Tomáš Machač
- Peter Peterčák
- František Rejthar
- Vladimír Šubrt
- Ivan Šutka
- Jozef Vrábel
- Jozef Zavarský

### Čároví
- Rudolf Potsch –  Michal Unzeitig
- Miloš Benek -  Branislav Šulla
- Ivan Beneš -  Miloš Grúň
- Vladimír Martinko -  Jaroslav Marušin
- Jaromír Brázdil -  Pavel Halas
- Jiří Brunclík –  Ladislav Rouspetr
- Boris Janíček -  Vladimír Mihálik
- Pavel Šafařík  –  Jan Tatíček
- Alexandr Fedoročko –  Jan Šimák
- Josef Furmánek -  Miroslav Lipina
- Ondřej Fraňo -  Petr Bolina
- Mojmír Šatava -   Vítězslav Vala
- Milan Trněný -   Libor Šembera
- Václav Český